# Semiothisa acasiaria
Semiothisa acasiaria är en fjärilsart som beskrevs av William Schaus 1923. Semiothisa acasiaria ingår i släktet Semiothisa och familjen mätare. Inga underarter finns listade i Catalogue of Life.